# Pita canyella
La pita canyella (Hydrornis oatesi) és una espècie d'ocell de la família dels pítidss (Pittidae) que habita boscos de les muntanyes del sud de Myanmar, Indoxina i zona limítrofa del sud-oest de la Xina.